# Gerard Thienpont
Gerard Thienpont (Zwijnaarde, 8 februari 1940 - Gent, 7 januari 2022) was een Belgische restauratiebeeldhouwer en beeldhouwer.

## Biografie
Gerard Thienpont begon zijn loopbaan in het Kunstatelier Bressers te Sint-Denijs-Westrem. Vanaf 1958 tot 1968 kreeg hij er de verantwoordelijkheid over de afdeling "beeldhouwen".
Intussen volgde hij een artistieke opleiding aan het Hoger Sint-Lucasinstituut te Gent. Hij behaalde diverse getuigschriften van "tekenen naar model" en boetseren, alsook het einddiploma "beeldende kunsten", specialisatie beeldhouwkunst.
Na de stopzetting van Kunstatelier Bressers begon hij eind de jaren 1960 een zelfstandige loopbaan als restauratiebeeldhouwer en beeldhouwer. Hij verwierf door ervaring de titel van meester-beeldhouwer.
Zijn werk bestaat hoofdzakelijk uit talloze restauraties, al is ook zijn eigen creatief werk van belang.
Hij was gehuwd met Edith Van Lancker. Ze vervulde een betekenisvolle rol bij publicaties over zijn werk. 
Uit een vorig huwelijk had hij een zoon. Mario vervolmaakte zich tot natuursteenbewerker in het atelier van zijn vader.

## Leeropdrachten
- 1987-1990: docent "restauratietechnieken beeldhouwkunst" (steen/hout), polychromie en bladgoud aanbrengen; aan het Instituut voor Conservatie en Restauratie (I.C.R.) van de Hogeschool voor Architectuur "Sint Lucas", te Gent.

- 1979-2005: lesgever "restauratietechnieken beeldhouwkunst" (steen/hout), aan het Instituut voor Deeltijds Kunstonderwijs (Kunstacademie "Sint Lucas"), te Gent.

## Tentoonstelling
Zijn restauratiewerk was te bezichtigen in 1981 te Gent, in de Sint-Pietersabdij: "Een eeuw zorg om monumentenzorg".
Deze tentoonstelling was in de daaropvolgende jaren ook te gast in Keulen, Delft en Parijs.

## Restauratiewerken (selectie)
Uit de lange en gevarieerde lijst vermelden wij
- Menen, Stadhuis: beeldhouwwerken fronton (twee vrouwelijke figuren en wapenschild, die de rechtspraak symboliseren). Witte steen.
- Groothertogdom Luxemburg, Luxemburg stad, Bank: beeldhouwwerken aan de inkomdeur (twee grote allegorische figuren, personificaties van het handeldrijven). Bruine zandsteen.
- Leuven, Martelarenmonument, Martelarenplein: twee grote bas-reliëfs (taferelen van de oorlog 1914-1918 en de heropbouw van de stad Leuven). Witte steen.
- Oudenaarde, Abdij Maagdendale: haut-reliëf aan de gevel van het Abdissenhuis, op de binnenplaats, (uitbeelding "Aanbidding van Maria door Heilige Bernardus"). Witte steen.
- Beeldhouwwerken aan kerken en stadhuizen in diverse steden, o.a. Brussel, Gent, Leuven, Mechelen, Oudenaarde, Roeselare, Tongeren.

## Eigen werken (selectie)
- Melsele, Bedevaartsoord Gaverland: ommegang van de Nieuwe Beeweg Gaverland (vijftien beeldengroepen/Mariale staties), in het aangrenzend park van de Kapel Onze Lieve Vrouw van Gaverland. Witte steen.
- Sint Michiels/Brugge, Sint Michielskerk: gevelbeeld van Heilig Hart. Metaal.
- Sint-Niklaas, Don Boscokerk: gevelbeeld van Don Bosco. Witte steen.
- Gent, Redemptoristenkerk: beeld van priester Neumann, in de kerk. Gips.
- Gent, ACV Gent-Eeklo.
- Beelden aan/in enkele kerken, o.a. Bellem, Herzele, Oostduinkerke, Rieme, Sint-Niklaas Tereken, Zomergem.
- Jordanië, Al Bitra (Petra), Hotel met kuuroord.
- Engeland, Londen, Bank.
- Waregem, Hotel.
- De Pinte, gemeentelijk kasteelpark Viteux: bespeelbare kunst, beeldengroep "Verbondenheid" op het grasplein. Witte marmer.
- De Pinte, gemeentelijke begraafplaats: beeld "In het licht" op de strooiweide. Witte marmer.
- De Pinte, gemeentehuis: beeld "Samen" in de inkomhal. Witte marmer.